# 圣洛伦索-达马塔
圣洛伦索-达马塔是巴西伯南布哥州的一个市镇。总面积264.48平方公里，总人口95239人，人口密度360.1人/平方公里。